# Masaya Nishitani
Masaya Nishitani (西谷 正也?, Nishitani Masaya; Prefettura di Tokushima, 6 settembre 1978) è un ex calciatore giapponese, di ruolo centrocampista.